# Franz Büchner
Franz Büchner (2. ledna 1898 – 18. března 1920) byl německý stíhací pilot – letecké eso v období první světové války.

## Život
Narodil se v Lipsku v obchodnické rodině. Do armády dobrovolně vstoupil v 16 letech na začátku války. Bojoval nejprve na východní frontě až do roku 1915, kdy byl poslán do Francie. Přes svůj nízký věk byl o rok později povýšen do důstojnické hodnosti. Po vyléčení zranění z boje byl převelen k letectvu, kde působil jako pozorovatel.
V březnu 1917 se stal stíhacím pilotem u Jagdstaffel 9. Prvního vzdušného vítězství dosáhl v srpnu. Po přeřazení k Jastě 13 působil pod Rudolphem Bertholdem, jedním z nehorlivějších německých pilotů. Zde také dostal nový letoun Fokker D.VII. V červnu 1918 sestřelil tři, v červenci sedm, v srpnu osm a v září 17 letadel nepřítele. Jeho nejznámějším soupeřem byl irský pilot Joseph Callaghan – 2. června, kdy Büchner sestřelil jeho Sopwith Dolphin. O pět dní později sestřelil jiné letecké eso – Kanaďana Merrila Taylora na letounu Sopwith Camel.
V říjnu 1918, s dosažením celkového počtu 40 sestřelených nepřátelských letadel obdržel poručík Büchner vyznamenání Pour le Mérite, jako jeden z posledních před císařovou abdikací. S použitím padáku přežil také 10. října srážku s jiným letadlem své jednotky.
V bouřlivých poválečných letech létal v bojích proti komunistickým revolučním jednotkám. Sloužil v „prozatímním“ Reichswehru na letecké základně Großenhain. Byl setřelen během Kappova puče Spartakovci při průzkumném letu nad Lipskem 18. března 1920, pouhé tři dni poté, co byl Rudolph Berthold zabit dělníky v Hamburku. Pohřben je na hřbitově v lipské místní části Plagwitz.

## Vyznamenání
- Pruský vojenský pilotní odznak
- Železný kříž, II. třídy
- Železný kříž, I. třídy
- Královský hohenzollernský domácí řád, rytířský kříž s meči
- Řád Albrechtův, II. třídy – rytířský kříž s meči
- Civilní záslužný řád, II. třídy – rytířský kříž s meči
- Vojenský řád sv. Jindřicha (7. 10. 1918)